# Fiorella Díaz
Fiorella Rebeca Díaz Paz (Lima, 8 de diciembre de 1983) es una actriz y presentadora de televisión peruana.

## Carrera
Estudió teatro en la Escuela Nacional de Arte Dramático.
Luego de actuar en varias obras de teatro como Bodas de sangre, Máquina Hamlet y Tres historias del mar, debutó en la televisión con la miniserie Matadoras. Además de un rol en Yo no me llamo Natacha. Posteriormente estelarizó la serie Tribulación y tuvo el rol antagónico en la telenovela La Tayson, corazón rebelde.
Desde marzo de 2012, conduce Haciendo Perú, un espacio del canal del Estado TV Perú. El mismo año, actuó en la miniserie La reina de las carretillas. El año 2016, ha estado en Mis tres Marías.

## Filmografía
| Televisión    | Televisión                  | Televisión             | Televisión                             |
| Año           | Título                      | Personaje              | Rol                                    |
| ------------- | --------------------------- | ---------------------- | -------------------------------------- |
| 2005          | Así es la vida              | Cenobia                |                                        |
| 2010          | Matadoras                   | Eva Cordero            | Rol principal                          |
| 2011          | Tribulación                 | Lorena Gutiérrez       | Rol principal                          |
| 2011          | Yo no me llamo Natacha      | Mery                   | Rol principal                          |
| 2011          | Habacilar: Amigos y rivales | Concursante            |                                        |
| 2011-12       | Gamarra                     | Úrsula Barrientos      | Rol antagónico                         |
| 2012          | La Tayson, corazón rebelde  | Andrea Ramos           | Rol antagónico                         |
| 2012-presente | Haciendo Perú               | Ella misma             | Presentadora                           |
| 2012-13       | La reina de las carretillas | Inés Gutiérrez         | Rol antagónico                         |
| 2013          | Derecho de familia          | Cristi                 | 1 episodio                             |
| 2013-14       | Cholo powers                | Yesabel                | Rol antagónico                         |
| 2014          | NN: Sin identidad           | Claudia                | Rol principal                          |
| 2014          | Goleadores                  | Roberta                |                                        |
| 2015          | Amor de madre               | Esther Gonzales        | Antagonista secundaria                 |
| 2016          | Mis tres Marías             | Pámela Tirado Sandoval | Estelar                                |
| 2016          | No estamos solos            | Protagónico            | Largometraje de Daniel Rodríguez Risco |
| 2019          | Señores papis               | Paulina                | Estelar                                |
| 2019          | Chapa tu combi              | Javiera Matta          | Antagonista principal                  |
| 2024          | Súper Ada                   | Joven Alucarda         | Participación especial                 |
| 2024–2025     | Nina de azúcar              | Mirta Corradi          | Reparto principal                      |
| 2025          | Brujas                      | Elisa Palomino         | Reparto principal                      |

## Teatro
- La noche del tatu (2006)
- La lección (2006)
- Solo dime la verdad (2007), como Julia
- El tartufo (2007)
- La gaviota
- Bodas de sangre
- Máquina Hamlet
- Tres historias del mar (2009), como Vania
- Chicas católicas (2011)
- Opción múltiple (2013)
- Full Monty (2015-2016)
- Calígula (2018)
- De atrás para adelante (2018)
- Amistades peligrosas (2019)
- El gran fuego (2022)
- Paraíso (2022)
- Dos familias (2022)